# Hubertus Brandt
Hubertus Brandt (* 7. März 1987 in Bremen) ist ein deutscher Schauspieler und Sprecher. Er ist vor allem als Theaterschauspieler tätig.

## Leben
Brandt wurde in Bremen geboren. Seine Schulzeit verbrachte er auf dem Ökumenischen Gymnasium zu Bremen und auf dem Inselinternat Hermann Lietz-Schule Spiekeroog. 2007 legte er dort das Abitur ab. Nachdem er erst eine Ausbildung zum Veranstaltungskaufmann abgeschlossen hatte, besuchte er von 2010 bis Oktober 2013 die Freie Schauspielschule Hamburg. Nach seinem Abschluss arbeitete er frei an folgenden Häusern: Altonaer Theater, Harburger Theater, Burgfestspiele Jagsthausen und Kreuzgangspiele Feuchtwangen, bevor er von 2016 bis 2018 festes Ensemblemitglied des Landestheaters Detmold war. Von da wechselte er für eine Spielzeit an das Rheinische Landestheater Neuss, bevor er von 2019 bis 2021 festes Ensemblemitglied im Stadttheater Greifswald war. Von 2021 bis 2022 war er festes Ensemblemitglied der Landesbühnen Sachsen, bevor er wieder in die Freiberuflichkeit zurückkehrte. Seit 2022 ist er immer wieder bei den Westfälischen Kammerspielen im Theater Paderborn zu sehen.
2023 verkörperte Brandt in dem ARD-Spielfilm Mord oder Watt die Nebenrolle des Thomas Strath.
Brandt lebt in Bremen.

## Theater (Auswahl)
2022–2024 Theater Paderborn
- „Der nackte Wahnsinn“; Frederick Fellowes, R.: Katharina Kreutzhage
- „Clavigo“; Beaumarchais, R.: Malte Kreutzfeldt
- „Seid nett zu Mr. Sloane“; Mr. Sloane, R.: Klaus Kusenberg

2021–2022 Landesbühnen Sachsen – Ensemblemitglied
- „Mein Kampf“; Himmlisch, R.: Peter Dehler
- „Effi Briest“; Instetten, R.: Monique Hamelmann

2019–2021 Theater Vorpommern – Ensemblemitglied
- „Woyzeck“; Tambourmajor/Hauptmann, R.: Reinhard Göber
- „Nora“; Helmer, R.: Reinhard Göber
- „Spamalot“; Historiker, Fred, Herbert, R.: Peter Rein.
- „Weißes Kaninchen, rotes Kaninchen“; Spieler
- „Hamlet“; Laertes, R.: Reinhard Göber
- „Theatersport“; Spieler

2018–2019 Rheinisches Landestheater Neuss – Ensemblemitglied
- „Europa verteidigen“; Zeus u. a., R: Christian Quietschke
- „Was ihr wollt“; Malvolio, R: Alexander Marusch
- „Menschen im Hotel“; Baron Geigern, R: Marlene Anna Schäfer

2016–2018 Landestheater Detmold – Ensemblemitglied
- „Baskerville“; Sherlock Holmes, R: Alexander Flache
- „Männer und die Liebe“; Spieler, eigenes Projekt
- „InResidence“; Folge 1–5, Spieler, eigenes Projekt
- „Das Fest“; Michael, R: Martin Pfaff
- „Soul Kitchen“; Elias, R: Sarah Kohrs
- „Romeo und Julia“; Mercutio, R: Martin Pfaff
- „Der Theatermacher“; Ferruccio, R: Malte Kreuzfeld
- „Drei Männer im Schnee“; Hoteldirektor Kühne, R: Sarah Kohrs
- „Desperados“; Tom Adams, R: Martin Pfaff
- „Dantons Tod“; Mercier, R: Martin Pfaff

Sommer 2016 Kreuzgangspiele Feuchtwangen; Johannes Kaetzler
- „Arsen und Spitzenhäubchen“; Mortimer Brewster, R. Hartmut Uhlemann

Sommer 2015 Burgfestspiele Jagsthausen; Axel Schneider
- „Götz von Berlichingen“; Sickingen, R. Peter Dehler
- „Robin Hood“; Prinz, R. Malcolm Ranson

## Filmografie
- 2023: Mord oder Watt (Fernsehfilm)